# Stardom Supreme Fight 2025
Stardom Supreme Fight 2025 (スターダム-スプリーム-ファイト2025, sutadamu-su puri ー mu-faito 2025) foi um evento de luta livre profissional promovido pela World Wonder Ring Stardom. O evento aconteceu em 2 de fevereiro de 2025, em Tóquio, no Korakuen Hall. Este foi o terceiro evento na cronologia do Supreme Fight. O evento também comemorou o 14º aniversário da Stardom.

## Produção

### Introdução
O evento incluiu lutas que resultaram de histórias com script, onde as lutadoras retrataram heróis, vilões ou personagens menos distinguíveis em eventos que criaram tensão e culminaram em uma luta ou série de lutas.

## Resultados
| Nº                                          | Resultados | Estipulações | Tempo |
| ------------------------------------------- | --- | --- | ----- |
| Pré- show                                   | Akira Kurogane vs. Yuria Hime terminou em um empate por limite de tempo                                                            | Luta individual | 5:00  |
| 2                                           | H.A.T.E. (Momo Watanabe, Thekla, Rina e Azusa Inaba) derrotou Empress Nexus Venus (Maika, Mina Shirakawa, Waka Tsukiyama e Hanako) | Luta de quartetos | 12:20 |
| 3                                           | God's Eye (Lady C e Hina) derrotaram Mei Seira e Rian                                                                              | Luta de duplas | 10:06 |
| 4                                           | Koguma derrotou Ranna Yagami | Luta individual Se Koguma vencesse, Yagami deveria fazer a pose de urso característica de Koguma. Se Yagami vencesse, Koguma não poderia mais tentar fazer ninguém do God's Eye fazer sua pose. | 11:16 |
| 5                                           | H.A.T.E. (Natsuko Tora, Ruaka e Fukigen Death) derrotou Cosmic Angels (Yuna Mizumori, Aya Sakura e Kurara Sayaka)                  | Luta de trios | 7:41  |
| 6                                           | God's Eye (Syuri, Saki Kashima, Tomoka Inaba e Kiyoka Kotatsu) derrotou Stars (Mayu Iwatani, Hazuki, Hanan e Momo Kohgo)           | Luta de quartetos | 11:51 |
| 7                                           | Neo Genesis (AZM, Starlight Kid e Miyu Amasaki) derrotou Cosmic Angels (Saori Anou, Tam Nakano e Natsupoi) (c)                     | Luta de trios pelo Artist of Stardom Championship | 18:12 |
| 8                                           | Saya Kamitani (c) derrotou Suzu Suzuki                                                                                             | Luta individual pelo World of Stardom Championship | 18:23 |
| (c) – Refere-se aos campeões antes da luta. | | |       |